# LK holdkomp
Az LK holdkomp (oroszul: Лунный корабль, magyarul: Hold-űrhajó) egy szovjet űrhajtótípus volt, amely a szovjet holdprogram részét képezte. GRAU-kódja 11F94. Feladata az amerikai Apollo-program holdkompjához hasonló volt, azaz a Hold körül keringő Szojuz 7K–LOK űrhajóról leválva embert juttatni a Hold felszínére, majd onnan visszajuttatni a keringő egységhez. Létét évtizedeken át titkolták.
A szovjet holdkomp kisebb és egyszerűbb volt az amerikainál. Egyetlen űrhajós utazott volna benne, és a le-, valamint felszálláshoz ugyanazt a hajtóművet használta volna az űreszköz. Az amerikai Apollo-rendszerrel ellentétben az orosz űrhajóból csak űrséta keretében lehetett volna átszállni a holdkompba.

## Repülések
Az LK holdkomppal három sikeres tesztrepülést hajtottak végre. A Szojuz–L hordozórakétával történt indítás után mindhárom alkalommal a Föld körül keringve az orbitális pálya magasságának változtatásával a holdkomp manőverezését, a Holdra ereszkedést és a Hold elhagyását szimulálták. Elkészítették az LK holdkomp automatikus tesztrepülésre alkalmas változatát. Az első változata, a T1K soha sem repült. A második változat, a T2K három alkalommal repült Koszmosz jelzéssel. A teszt során magas, 10 000 km feletti pályára állított holdkompok kb. egy évtizeddel később süllyedtek vissza a Föld sűrű légkörébe, ahol nagyrészt elégtek.
Az LK holdkopm tesztrepülései Koszmosz jelzéssel (zárójelben az indítás dátuma):
- Koszmosz–379 (1970. november 24.)
- Koszmosz–398 (1971. február 26.)
- Koszmosz–434 (1971. augusztus 12.)

1972. november 23-án került sor az N1 rakéta negyedik, egyben utolsó indítására. A Hold körülrepülésére tervezett teszt során az N1 rakéta a Szojuz 7K–LOK űrhajóval és az LK holdkomp egyszerűsített makettjével repült. A hordozórakéta első fokozatánál a start után 106,93 másodperccel, 40 km-es magasságban pogo-oszcilláció lépett fel. Emiatt a tüzelőanyag-szivattyúk megrongálódtak, a hajtóművek leálltak, a rakéta visszazuhant a Földre.

## Fennmaradt példányok
Az LK holdkompnak három makettje maradt fenn. Ezek a Moszkvai Repülési Intézet, az RKK Enyergija és a dnyipropetrovszki Pivdenne tervezőiroda múzeumaiban találhatók.